# The Journal of Experimental Biology
The Journal of Experimental Biology — британский научный журнал, посвящённый проблемам биологии и экспериментальной физиологии. Основан в 1923 году.

## История
Журнал был основан в Эдинбурге в 1923 году под названием The British Journal of Experimental Biology (Br. J. Exp. Biol.: ISSN 0366-0788). Он публиковался издательством Oliver and Boyd и редактировался лично F. A. E. Crew и редколлегией из 9 членов, включая такого крупного британского биолога и политика, как Джулиан Сорелл Хаксли.
Однако, финансовые проблемы привели редакцию в 1925 году к G. P. Bidder, основателю Company of Biologists. По решению первого редактора (Sir James Gray) журнал был в 1929 году переименован в The Journal of Experimental Biology (ISSN 0022-0949).

## Современность
Журнал публикует результаты экспериментальных исследовательских работ в следующих областях: физиология, биомеханика, нейроэтология, трансплантация, и нейрофизиология. Здесь публиковались работы Нобелевских лауреатов, например Питер Медавар и Август Крог.
Кроме основных рецензируемых научных статей, журнал публикует множество дополнительных материалов, например «Inside JEB» о содержании статей текущего номера, «Outside JEB» с дискуссиями о статьях из других журналов, «JEB Classics» с обзорами лучших статей из прошлой истории самого журнала, и раздел «Commentaries», с обзорами наиболее интересных новых тем и веяний науки. Начиная с 1923 года все номера доступны онлайн в интернете на сайте журнала и издательства HighWire Press в формате PDF, с текстовыми версиями с 2000 года.
В 2009 году журнал The Journal of Experimental Biology был включён организацией School Library Association в их Список 100 самых влиятельных журналов биологии и медицины за последние 100 лет (top 100 journals in Biology and Medicine over the last 100 years).

## Редакторы
За всё время своего существования в журнале сменилось 7 главных редакторов:
- Sir James Gray (1926—1955),
- J. A. Ramsay (1952—1974),
- Сэр Vincent Wigglesworth (1955—1974),
- John Treherne (1974—1989),
- Charlie Ellington (1989—1994),
- Bob Boutilier (1994—2003),
- Hans Hoppeler (Bern), 2004-.

## ISSN
- ISSN 0022-0949
- ISSN 1477-9145 (web)